# Kevin Bright
Kevin S. Bright  (né le 15 novembre 1954 à New York) est un producteur, réalisateur et acteur américain.

## Filmographie

### Comme producteur
- 1979 : The Magic of David Copperfield II (TV)
- 1982 : Madame's Place (en) (série télévisée)
- 1985 : The Star Games (en) (série télévisée)
- 1986 : Viva Shaf Vegas (TV)
- 1986 : The Young Comedians All-Star Reunion (TV)
- 1990 : Dream On (série télévisée)
- 1990 : The American Film Institute Presents: TV or Not TV? (TV)
- 1994 : Couples (TV)
- 1994-2004 : Friends (série télévisée)
- 1997 : Les Dessous de Veronica ("Veronica's Closet") (série télévisée)
- 1998 : Jesse ("Jesse") (série télévisée)
- 2002 : Romeo Fire (TV)

### Comme réalisateur
- 1998 : Jesse ("Jesse") (série télévisée)